# Lásko prokletá
Lásko prokletá je sedmé studiové album Hany Hegerové nahrané v Studio Dejvice. Album vyšlo roku 1977.

## Seznam skladeb
1. Když někdo z vás (Fast ein Liebeslied) (Reinhard Mey/Pavel Kopta) 02:26
2. Pojď dál ! (Alexander Goldscheider/Pavel Kopta) 03:35
3. Černá Jessie (Jiří Šlitr/Pavel Kopta) 03:34
4. Hra (Petr Hapka/Pavel Kopta) 03:42
5. Starožitnosti (Au magasin d'antiquites) (Gilbert Bécaud/Pavel Kopta) 02:34
6. Dnes naposled (Jiří Šlitr/Pavel Kopta) 04:41
7. Můj milý málo milý je (Milan Dvořák/Pavel Kopta) 03:51
8. Skřipky (Milan Dvořák/Pavel Kopta) 02:54
9. Já ráda vzpomínám (Petr Hapka/Pavel Kopta) 04:07
10. Milord (Margueritte Monnot/Pavel Kopta) 04:17

## Reedice
Album vyšlo v reedici v letech 1996 a 2006 u Supraphonu.